# Ćmiszew Rybnowski
Ćmiszew Rybnowski – wieś sołecka w Polsce położona w województwie mazowieckim, w powiecie sochaczewskim, w gminie Rybno. Ma status sołectwa.
Sołectwo 31 grudnia 2013 roku liczyło 100 mieszkańców.